# Wierook

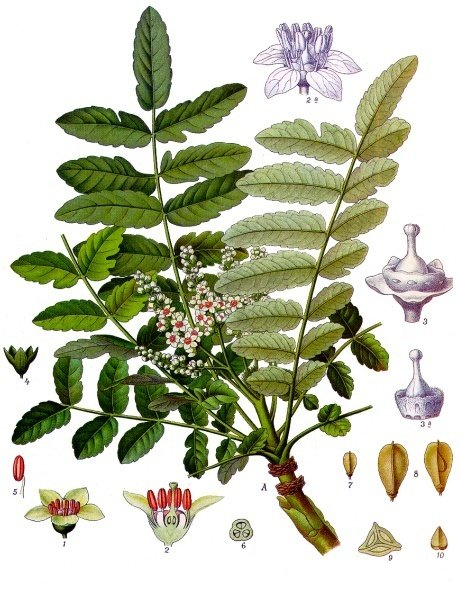
Bron: Koehler (1887)

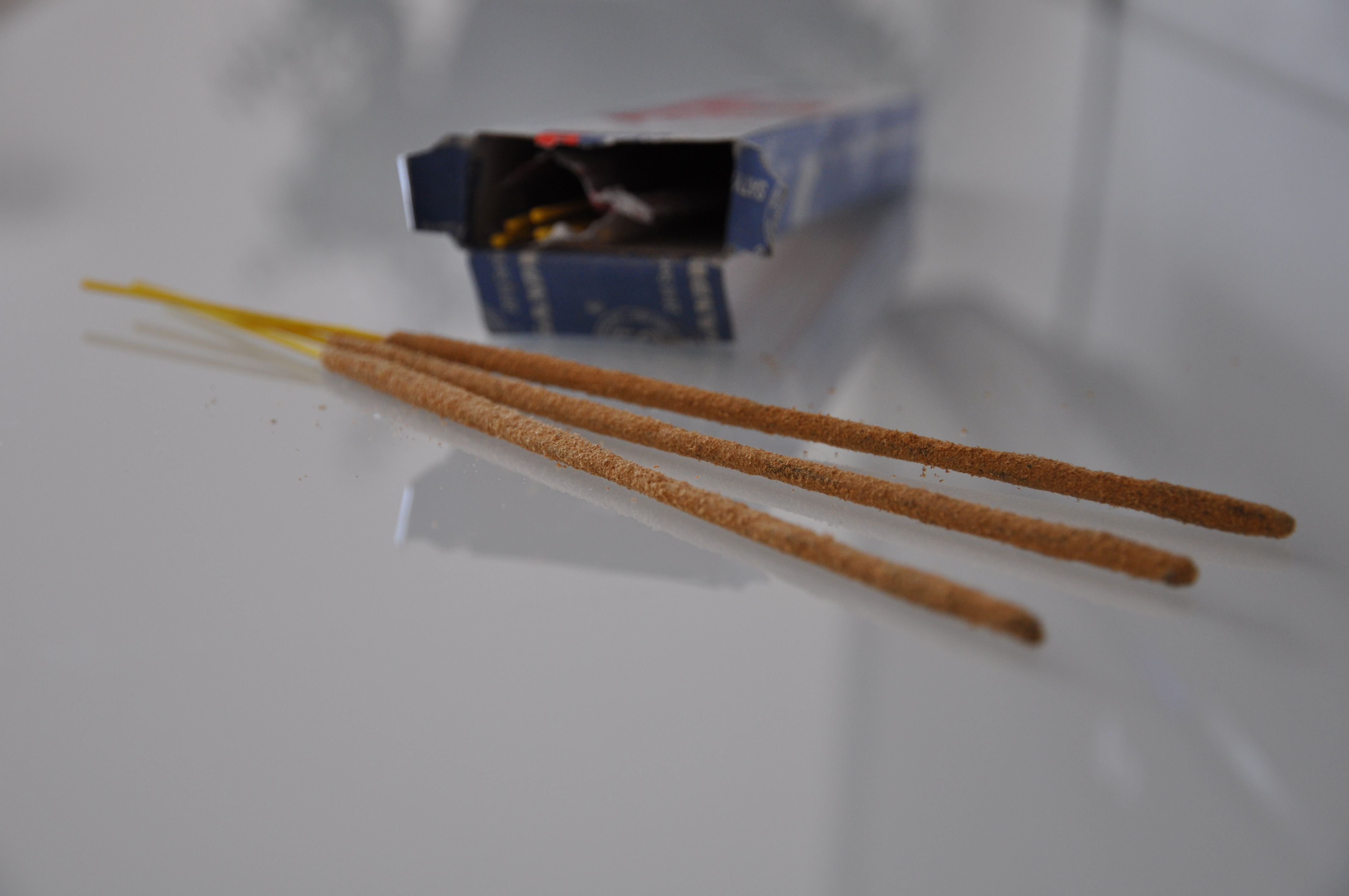
Stokjes wierook

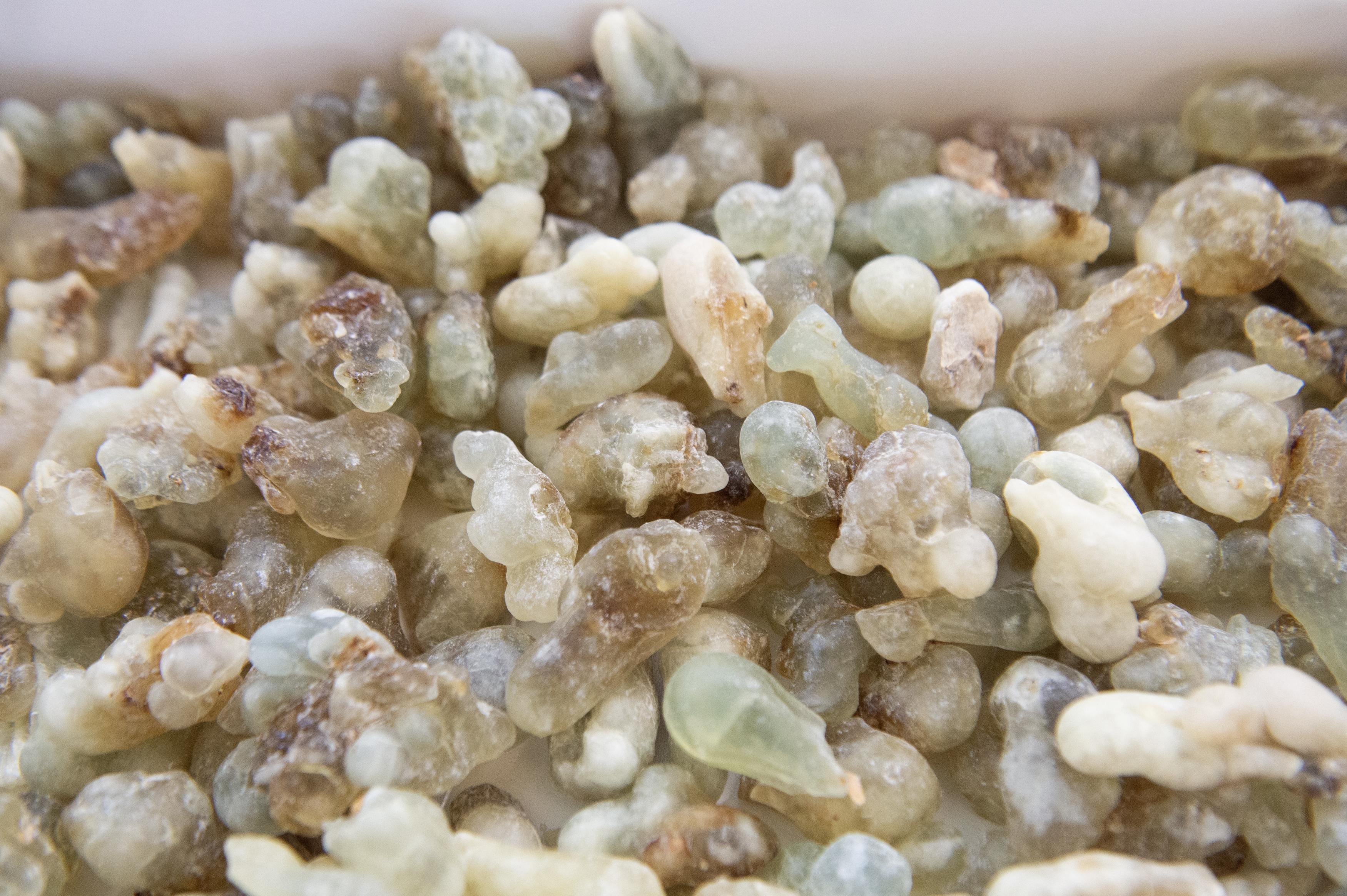
Wierookkorrels

Wierook is een mengsel van aromatische organische stoffen, dat aangestoken kan worden en dan een als aangenaam beoordeelde geur verspreidt.  Met wierook wordt ook wel bedoeld de hars (olibanum) van de wierookboom (Boswellia). De oorspronkelijke betekenis van het woord wierook is "wijrook" (rook om te wijden). Desondanks wordt het woord uitgesproken met een verlengde eerste lettergreep, als wier-rook.

## Soorten

### Staafjes
Met name voor huishoudelijk gebruik worden vaak wierookstaafjes gebruikt. Dit zijn houten stokjes (traditioneel gespleten bamboe) waaromheen een brandbaar wierookmengsel is gerold. Dit mengsel bestaat naast geurende stoffen uit een bindmiddel en uit stoffen die de verbranding bevorderen. De geurende stoffen kunnen bestaan uit fijn gemalen harsen, etherische olie en andere geurende stoffen. De staafjes worden boven aangestoken en branden (afhankelijk van de grootte) in 10 tot 45 minuten op.

### Kegeltjes
De samenstelling van de kegeltjes is vergelijkbaar met die van de stokjes. In dit geval is het mengsel niet om een stokje gerold, maar tot een kegel gerold. Ook de kegel wordt van bovenaf aangestoken en brandt langzaam op.

### Japanse wierook
Japanse wierook staat bekend om zijn zachte subtiele geur. In tegenstelling tot de Indiase wierook wordt geen gebruik gemaakt van een bamboestokje als basis. Het wierookstokje brandt daardoor geheel op. De twee belangrijkste ingrediënten van Japanse wierook zijn: agarhout (ook bekend onder de naam Jinko) en sandelhout. In Japan wordt het branden en het waarderen van Japanse wierook als een kunst beschouwd. Het staat bekend onder de naam Kodo, de weg van de geur. Branden van Japanse wierook wordt ook wel omschreven als luisteren, omdat de subtiele samenstelling spreekt tot het hart van de luisteraar en sterke gevoelens en beelden van vreugde, vrijheid en innerlijke kracht kan oproepen.

### Tibetaanse wierook
Tibetaanse wierook wordt gebruikt in het Tibetaans boeddhisme en de bön. Het bevat geuren van kruiden en bevat meerdere, tot soms 30 ingrediënten. Wierook is een belangrijk element binnen de Tibetaanse cultuur, en in de Tibetaanse geneeskunde wordt aan wierook geneeskracht toegedicht. Naast Tibet zelf wordt het verder voornamelijk gebruikt in Nepal en Bhutan.

### Korrelwierook

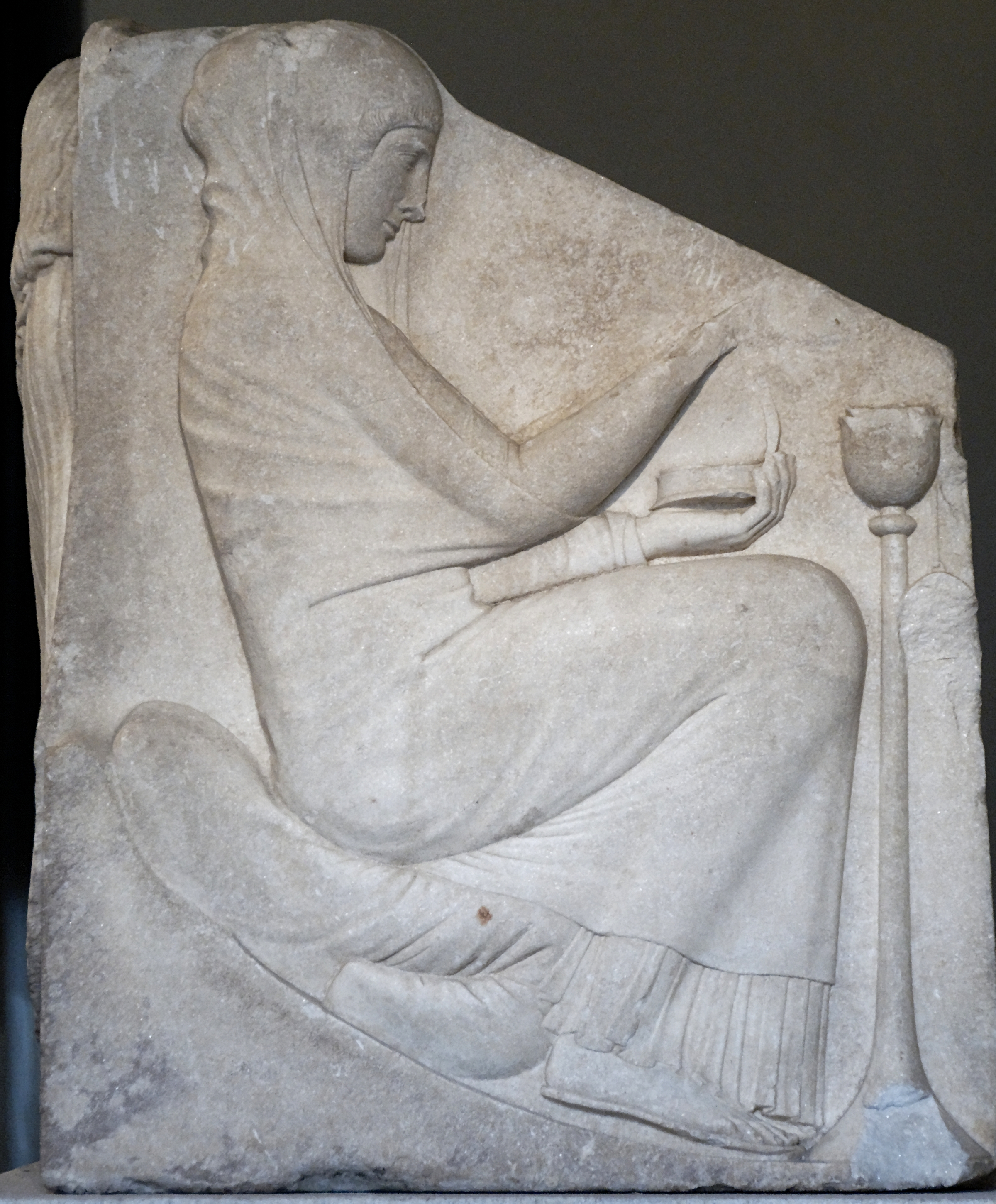
Vrouw plaatst wierook in een thymiaterion, ca. 460 v.Chr.

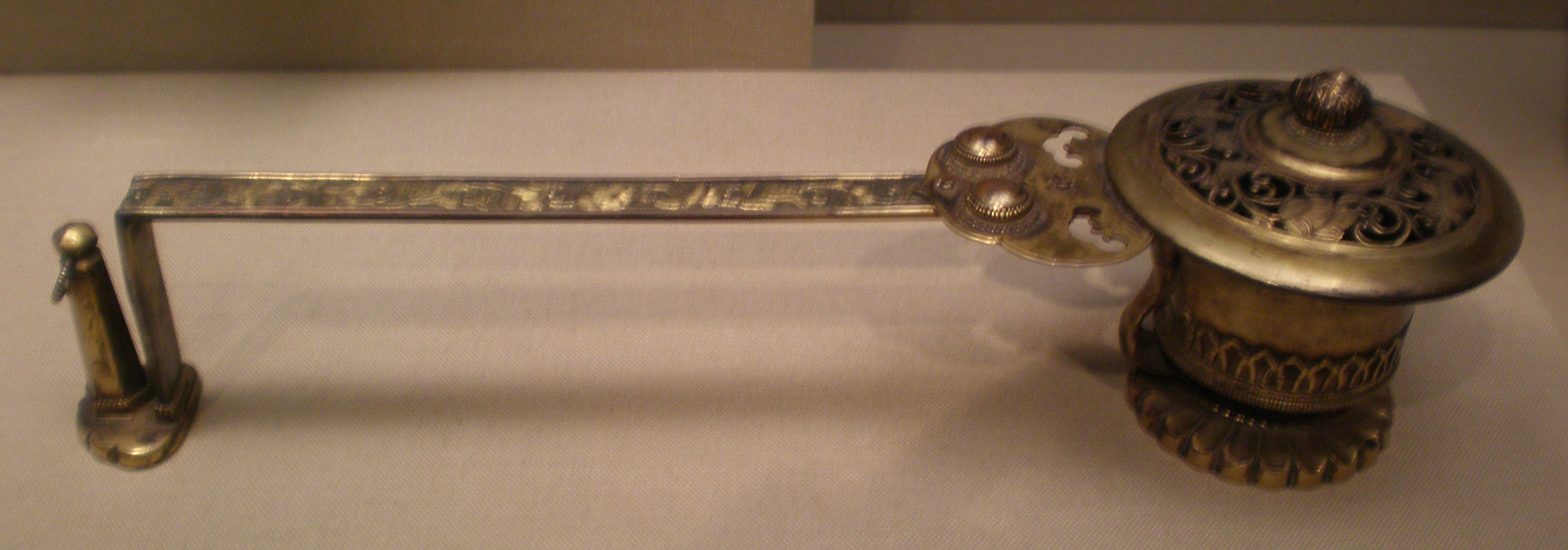
Wierookvat uit de Muromachi periode (1185-1333), Asian Art Museum in San Francisco

Korrelwierook bevat als regel geen bindmiddel en ook geen stoffen die de verbranding bevorderen. Het bestaat uit grof gemalen of zelfs grotere korrels hars, kruiden en geurende houtsoorten. Mits er voldoende poreuze grondstoffen zijn gebruikt kan hier etherische olie aan zijn toegevoegd.
Korrelwierook wordt in de katholieke en orthodoxe liturgie in een scheepje bewaard en tijdens de mis in een wierookvat op gloeiende kooltjes gebrand. Het is een bewijs van eer. Bij een processie gaat wierook vooraf aan het kruis, dat geflankeerd wordt door twee kaarsen. Bij thuisgebruik wordt het kooltje meestal in een eenvoudige metalen of aardewerken houder gebruikt.

## Grondstoffen
Wierook kan worden gemaakt uit verschillende geurende ingrediënten. Voorbeelden hiervan zijn harsen, zoals olibanum of dennenhars, rozenblaadjes of schors van de berk. Er kunnen etherische oliën worden toegevoegd.

## Geschiedenis

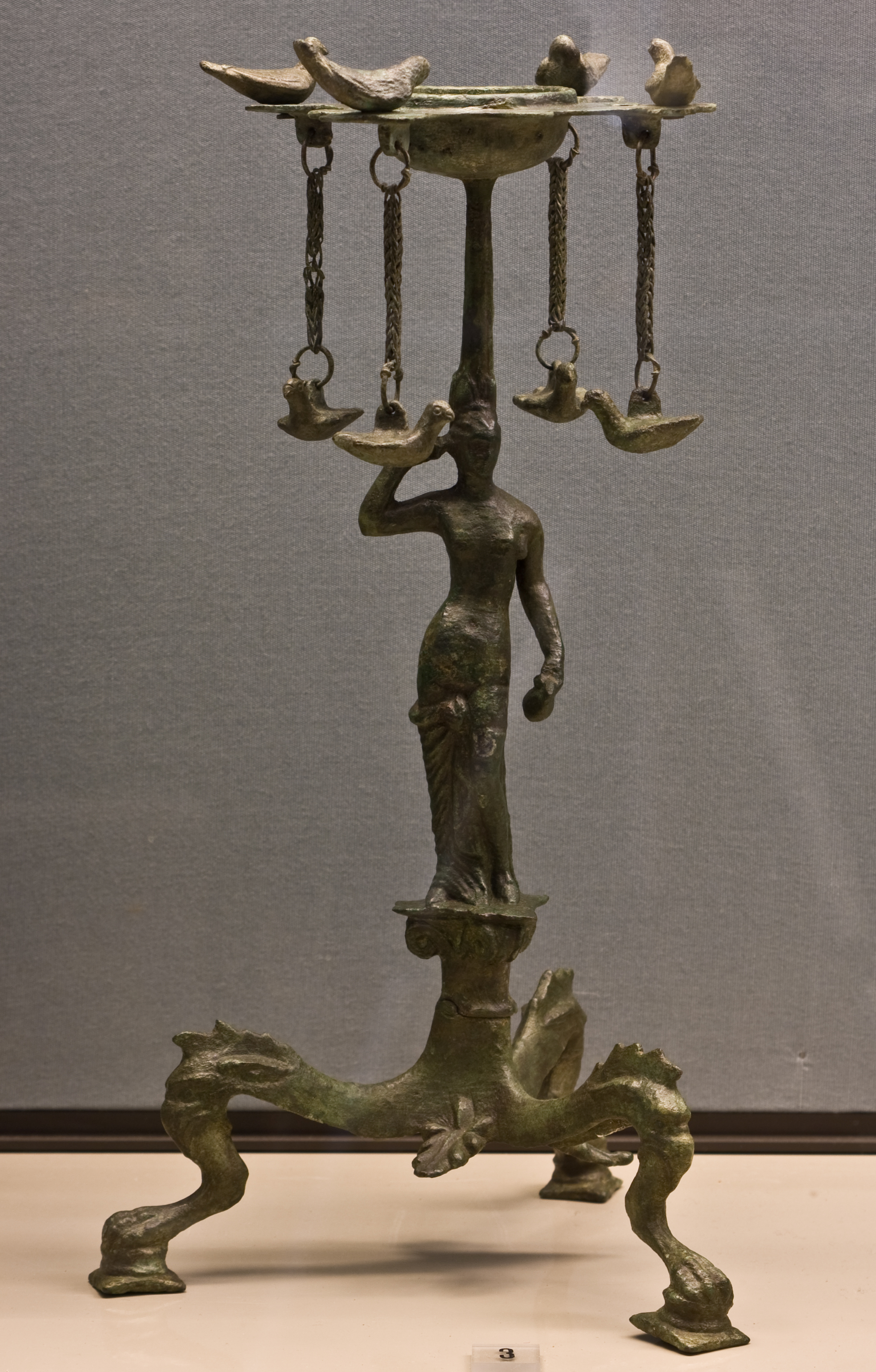
Vier duifjes vliegen rond het hoofd van de halfnaakte liefdesgodin Turan (vergelijkbaar met Aphrodite). Op de rand van het Etruskische wierookbekken staat een korte inscriptie die aangeeft dat het voorwerp voor het graf van een vrouw met de naam Ramthu Tepia bestemd was, ca. 550-450 v. Chr.

Wierook wordt al zeker sinds 1700 voor Christus gebruikt, waarschijnlijk oorspronkelijk als reukoffer. Een reukoffer had tot doel de goden gunstig te stemmen. De geur en het gebed stijgen met de rook omhoog. Een praktisch gebruik van wierook was het verdrijven van rottingslucht. 

### Wierook in de Bijbel
De Hebreeuwse term voor wierook, levonah, komt ongeveer 20x in de Hebreeuwse Bijbel voor. In de meeste gevallen gaat het om gebruik van wierook bij de offercultus in de Joodse tempel te Jeruzalem. De boom waar het uit gewonnen werd kwam in het huidige grondgebied van Israël niet voor. Wierook werd geïmporteerd.
Ex. 25:1-8:   God sprak tot Mozes: “Zeg de Israëlieten dat zij een bijdrage aan Mij moeten afstaan; van iedereen die daartoe bereid is moet gij voor Mij een bijdrage in ontvangst nemen. Het volgende kunt gij van hen in ontvangst nemen: goud, zilver en brons, paarse, karmijnrode en scharlaken wol, linnen, kleden van geitenhaar, gelooide ramsvellen, fijn leer en acaciahout; ook olie voor de verlichting, geurige kruiden voor de bereiding van zalfolie en welriekende wierook; kornalijn en edelstenen voor de efod en de orakeltas. Dan kunnen zij voor Mij een heiligdom bouwen en zal Ik in hun midden wonen.”
In de Psalmen haalt David het aan als offer voor God:
Ps. 141:2:    Laat mijn gebed mogen stijgen als wierook omhoog tot uw aanschijn; moge het, als mijn handen ik ophef, tot een avondoffer U zijn.
Het Griekse woord libanos komt slechts op twee plaatsen in het Nieuwe Testament voor (Mat. 2:11; Op. 18:13). Het woord libanotos, te vertalen als wierokvat, komt ook tweemaal voor. 
In het Evangelie volgens Matteüs in het Nieuwe Testament geven de drie koningen het aan de pasgeboren Jezus:
Mat. 2:11    Zij gingen het huis binnen, zagen er het Kind met zijn moeder Maria en op hun knieën neervallend betuigden zij het hun hulde. Zij haalden hun schatten tevoorschijn en boden het geschenken aan: goud, wierook en mirre.
In het boek Openbaring gebruiken de engelen het voor bewieroking van God in de hemel:
Openbaring 8:3    Er kwam een engel, die met een gouden wierookvat bij het altaar ging staan. Hem werd veel reukwerk gegeven, om het met de gebeden van al de heiligen te offeren op het gouden altaar voor de troon.

### Japan
Japanse wierook kent een lange geschiedenis. Zij komt samen met het boeddhisme rond de 6e eeuw vanuit China naar Japan. Vanaf dat moment wordt Japanse wierook een belangrijk onderdeel van de Japanse cultuur. In 1657 wordt Baieido in Sakai City opgericht en is de eerste en bekendste wierookproducent van Japan. 

### In Europese kerken

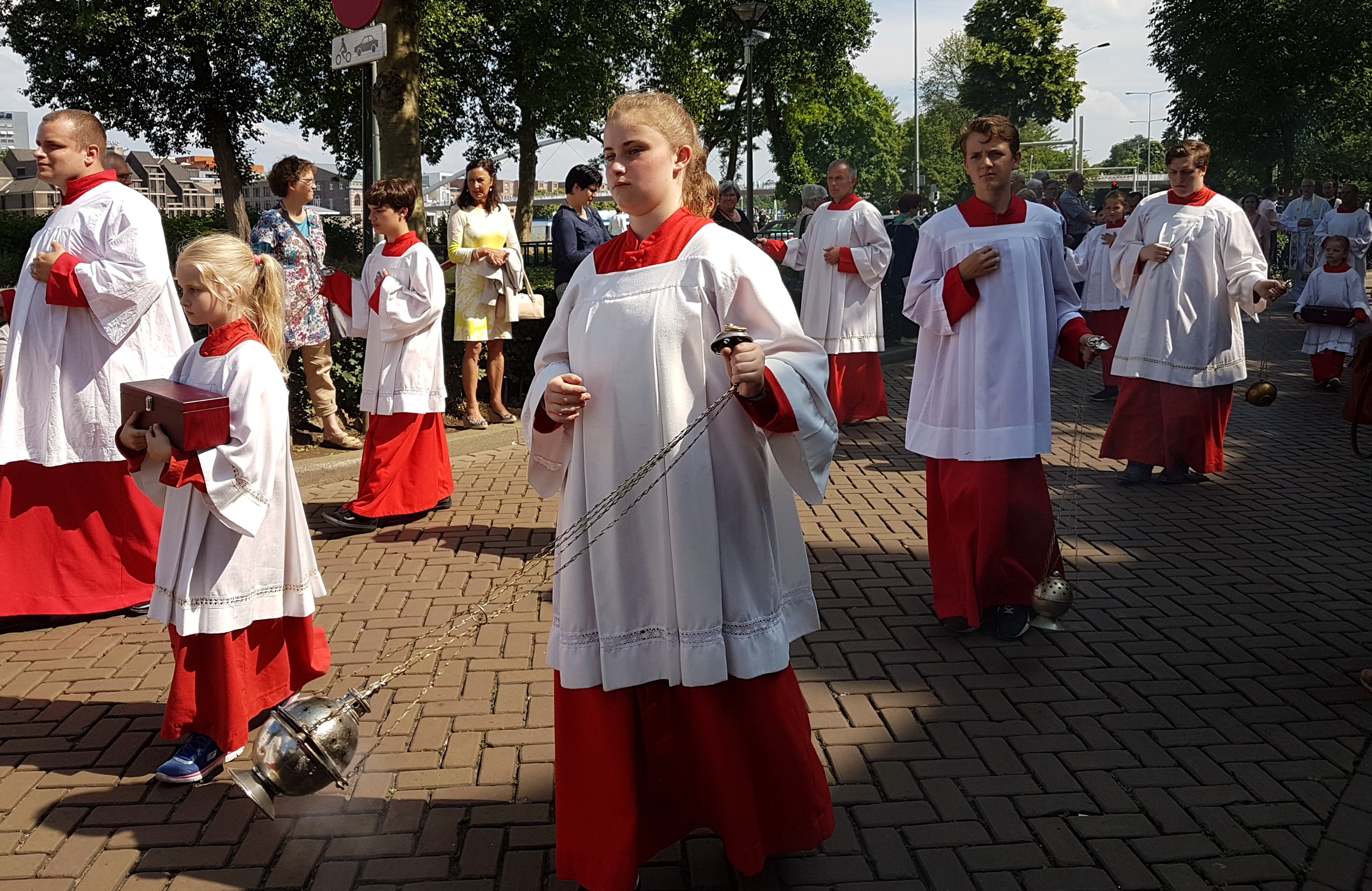
RK Wierook

Wierook werd en wordt in Europa vooral gebruikt in kerken. Men kon met wierook de geur van vermogenden, die in de kerk begraven lagen, verdoezelen. Ook tijdens begrafenissen en in pelgrimsoorden waar mensen van ver hebben moeten komen lijkt het gebruik van het geurverdoezelende wierook geen toeval.
De harsen en oliën waren voor gewone mensen onbetaalbaar, omdat deze van buiten Europa geïmporteerd moesten worden. Los daarvan bestond er buiten de kerk geen cultuur van gebruik van wierook.

### Jaren 1960
Sinds de jaren 1960 groeide de belangstelling voor oosterse culturen en religie. In veel landen als China, India, Tibet en Japan wordt veel wierook gebruikt. In deze landen is wierook net zo gewoon, als in de westerse wereld bloemen in huis of het gebruik van zeep of parfum. Met de belangstelling groeide ook de import en gebruik van oosterse wierook.

## Gebruik

### Christendom
Wierook die men laat smeulen op een luchtig kooltje wordt gebruikt in katholieke, oosters-orthodoxe, oudkatholieke en anglicaanse erediensten. Door het zwieren met het wierookvat door de misdienaar of voorganger, blijft het kooltje gloeiend. Dit is echter geen vereiste. Een kooltje brandt circa een uur, maar door de constante toevoer van lucht wordt de brandtijd ongeveer gehalveerd. Wierookkorrels (meestal circa 2 mm groot) smeulen ongeveer 10 minuten. De wierook in een kerk is een reukoffer dat bij het gebruik in de liturgie symbool staat voor het ten hemel opstijgende gebed.

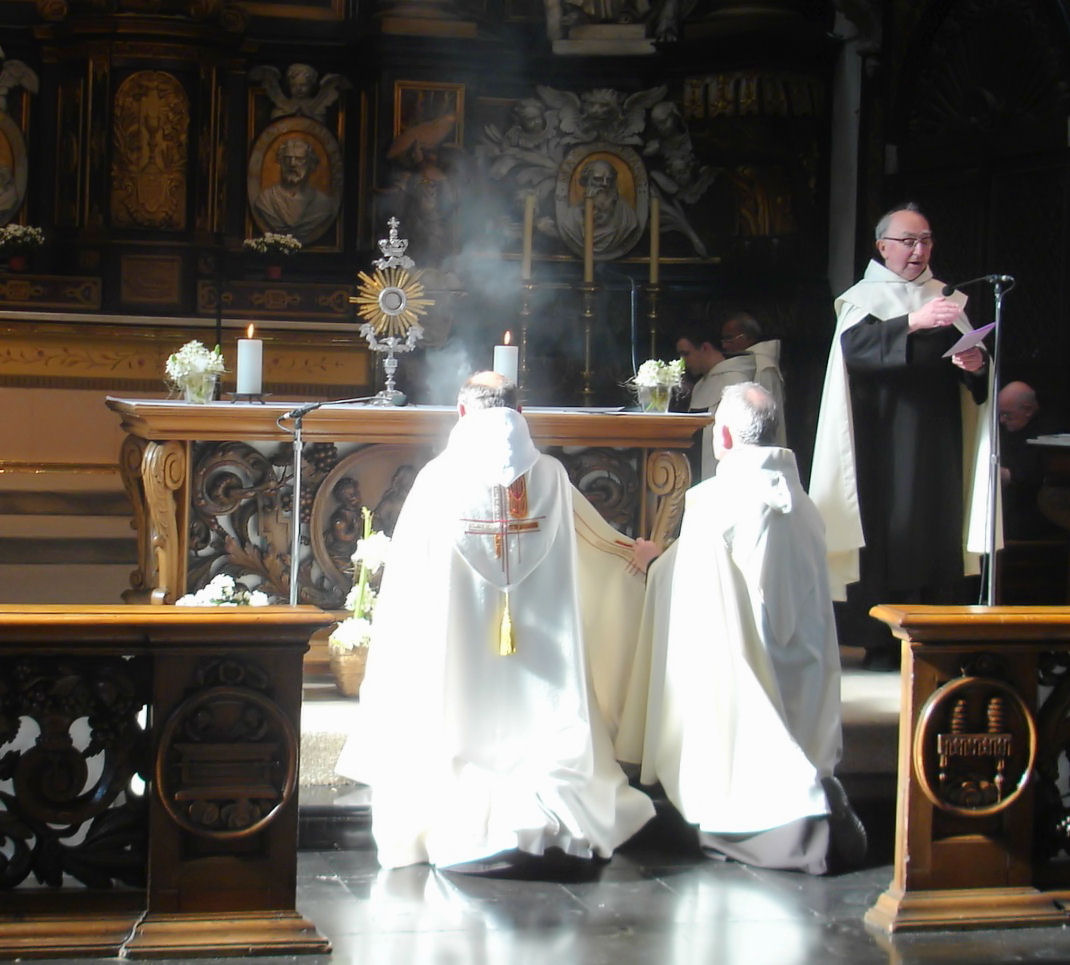
Bewieroking van het Allerheiligste Sacrament in een katholieke kerk
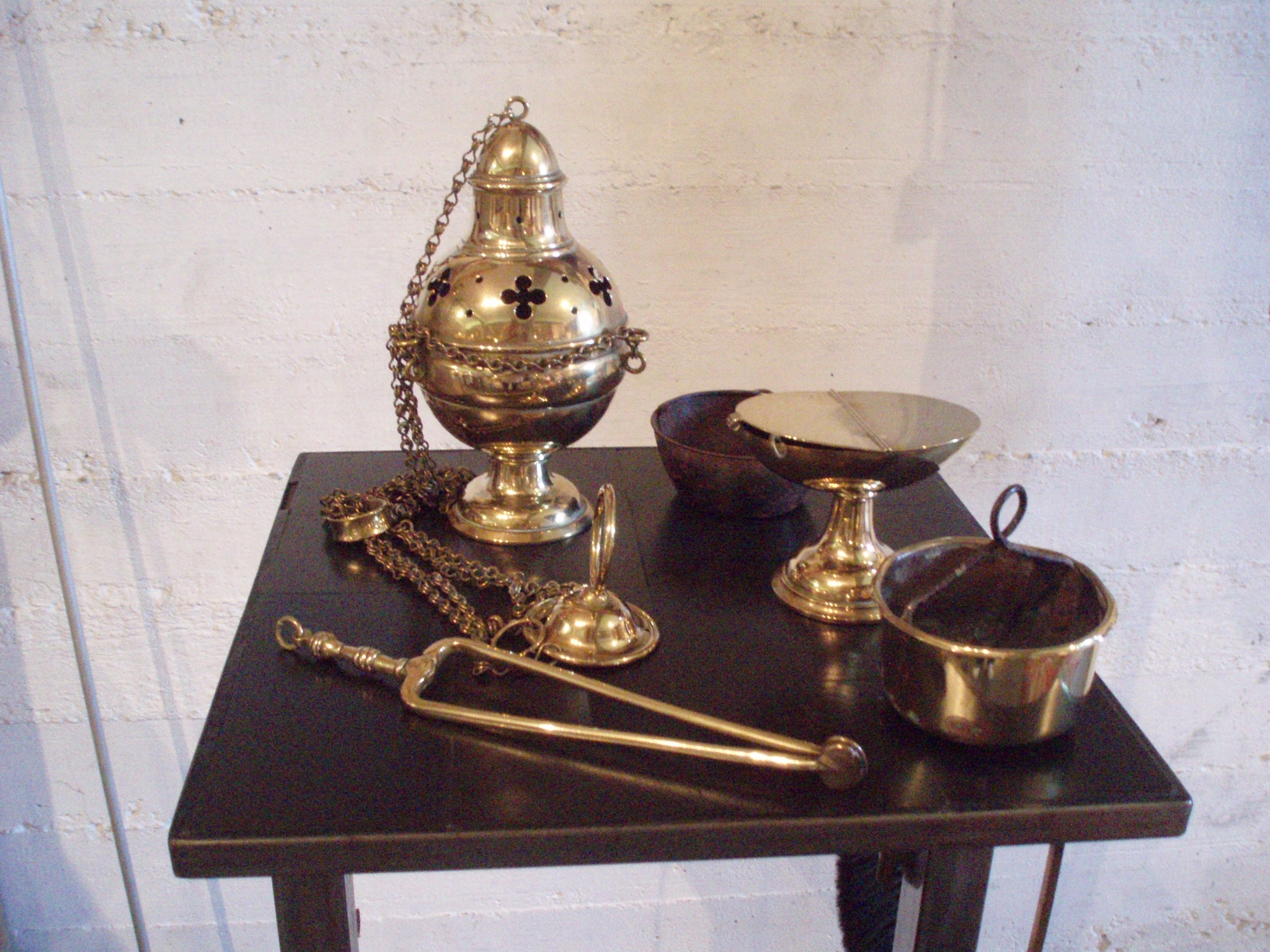
Wierookvat, tang, vuurpot en scheepje

### Boeddhisme
In het boeddhisme wordt wierook veel in tempels gebruikt. In de Yonghetempel in Peking bijvoorbeeld wordt wierook bij de ingang verkocht. Op het tempelterrein zelf staan grote wierookbranders, waar de mensen bij staan om grote bossen wierookstaafjes tegelijk te branden. Daarbij staat men geconcentreerd, bukt men, en wordt ook wel geknield. Ook in het Tibetaans boeddhisme is wierook van grote religieuze waarde, en wordt een set van vier wierookbranders gebruikt om de goden in alle windrichtingen te behagen. Tibetaans wierook maakt verder onderdeel uit van de Tibetaanse geneeskunde. Wierook mag men niet uitblazen, omdat dit wordt beschouwd als dat de boeddha's en bodhisattva's ook je speeksel nuttigen. Men maakt een wierook met vuurvlam uit door met de rechterhand de vlam uit te wuiven.

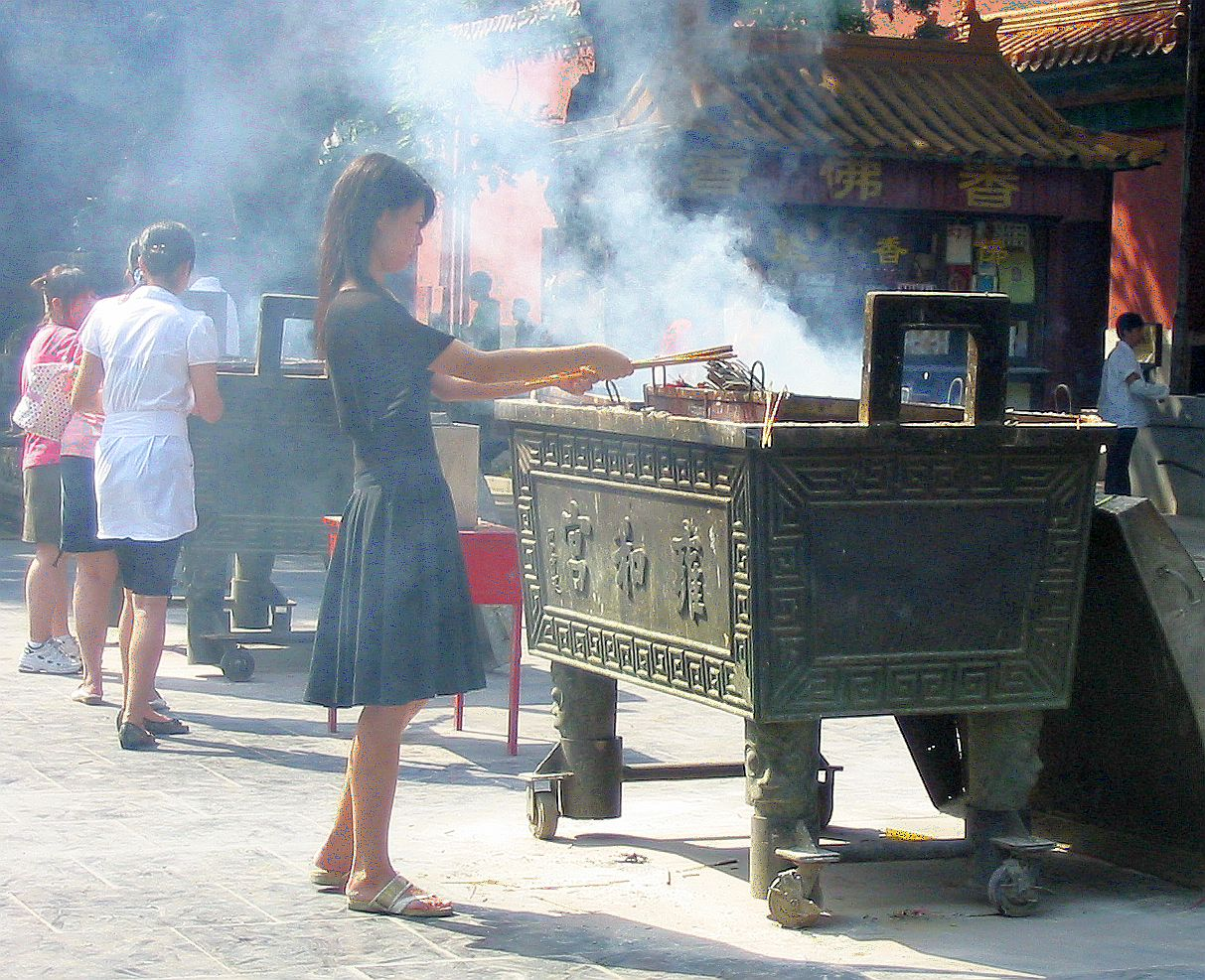
Wierook branden in de Boeddhistische Lamatempel in Peking

### Zuid-Arabië
In Zuid-Arabië heeft de wierook een sterk sociale functie. Het wordt vaak gebrand na een gezellig samenzijn. Als de wierook begint te smeulen is het moment van afscheid aangebroken.

### Thuisgebruik
Voor thuisgebruik is het gloeien op een kooltje minder gebruikelijk, hier wordt eerder een wierookstokje aangestoken. Daarna wordt het uitgeblazen, want het moet niet branden maar gloeien.
Uit onderzoek is gebleken dat veelvuldig thuisgebruik van wierook ongezond is. De stoffen die vrijkomen bij het branden van wierook zijn schadelijk voor de luchtwegen en mogelijk zelfs kankerverwekkend. Incidentele blootstelling aan wierook levert waarschijnlijk geen grote risico's op.